# Aspidonepsis diploglossa
Aspidonepsis diploglossa là một loài thực vật có hoa trong họ La bố ma. Loài này được (Turcz.) Nicholas & Goyder mô tả khoa học đầu tiên năm 1992.